# Teatro y sala de conciertos Victoria
El Teatro y sala de conciertos Victoria (en chino: 维多利亚剧院及音乐会堂; en inglés: Victoria Theatre and Concert Hall) es un complejo de dos edificios y una torre de reloj unidos entre sí por un corredor común que se encuentran en el barrio cívico de Singapur.
El teatro Victoria tiene un aforo para 904 personas, con una superficie de 167,28 metros cuadrados. La sala de conciertos Victoria cuenta con 883 asientos y un escenario que se puede ampliar hasta 139,76 metros cuadrados de superficie.